# Шевченко Семен
Семе́н Шевче́нко (? — 1868) — майстер дрібної скульптури родом з с. Нових Петрівців на Київщині.
Вихованець Межигірської фаянсової фабрики, зокрема нщ. скульптора Т. Ваха. З 1802 підмайстер у медальєра І. Самбірського, з 1811 в лабораторії майстра X. Вімерта. На Межигірській фабриці Шевченко виробляв сервізи, вази, тарілки з портретами Т. Шевченка, М. Костомарова, П. Куліша та ін., а також статуетки. Свої вироби декорував народними рослинними мотивами (стилізоване виноградне та дубове листя, квіти) і покривав переважно зеленою поливою.